# Julija Ratkevič
Julija Mikalaevna Ratkevič (in bielorusso Юлія Мікалаеўна Раткевіч?; in azero Yuliya Ratkeviç; Minsk, 16 luglio 1985) è una lottatrice bielorussa naturalizzata azera.

## Palmarès
Tutte le medaglie sono state conquistate in rappresentanza dell'Azerbaigian, eccetto dove indicato.

### Olimpiadi
- 1 medaglia:
  - 1 bronzo (Londra 2012 nei 55 kg)

### Mondiali
- 5 medaglie:
  - 1 oro (Herning 2009 nei 59 kg)
  - 2 argenti (Mosca 2010 nei 55 kg; Tashkent 2014 nei 60 kg)
  - 2 bronzi (Budapest 2013 nei 59 kg; Las Vegas 2015 nei 58 kg)

### Europei
- 3 medaglie:
  - 1 oro (Dortmund 2011 nei 59 kg)
  - 2 bronzi (Varna 2005 nei 59 kg[1]; Riga 2016 nei 60 kg)

### Universiadi
- 1 medaglia:
  - 1 oro (Kazan 2013 nei 59 kg)